# Paphinia neudeckeri
Paphinia neudeckeri är en orkidéart som beskrevs av Rudolph Jenny. Paphinia neudeckeri ingår i släktet Paphinia och familjen orkidéer.

## Underarter
Arten delas in i följande underarter:
- P. n. mocoaensis
- P. n. neudeckeri

## Bildgalleri

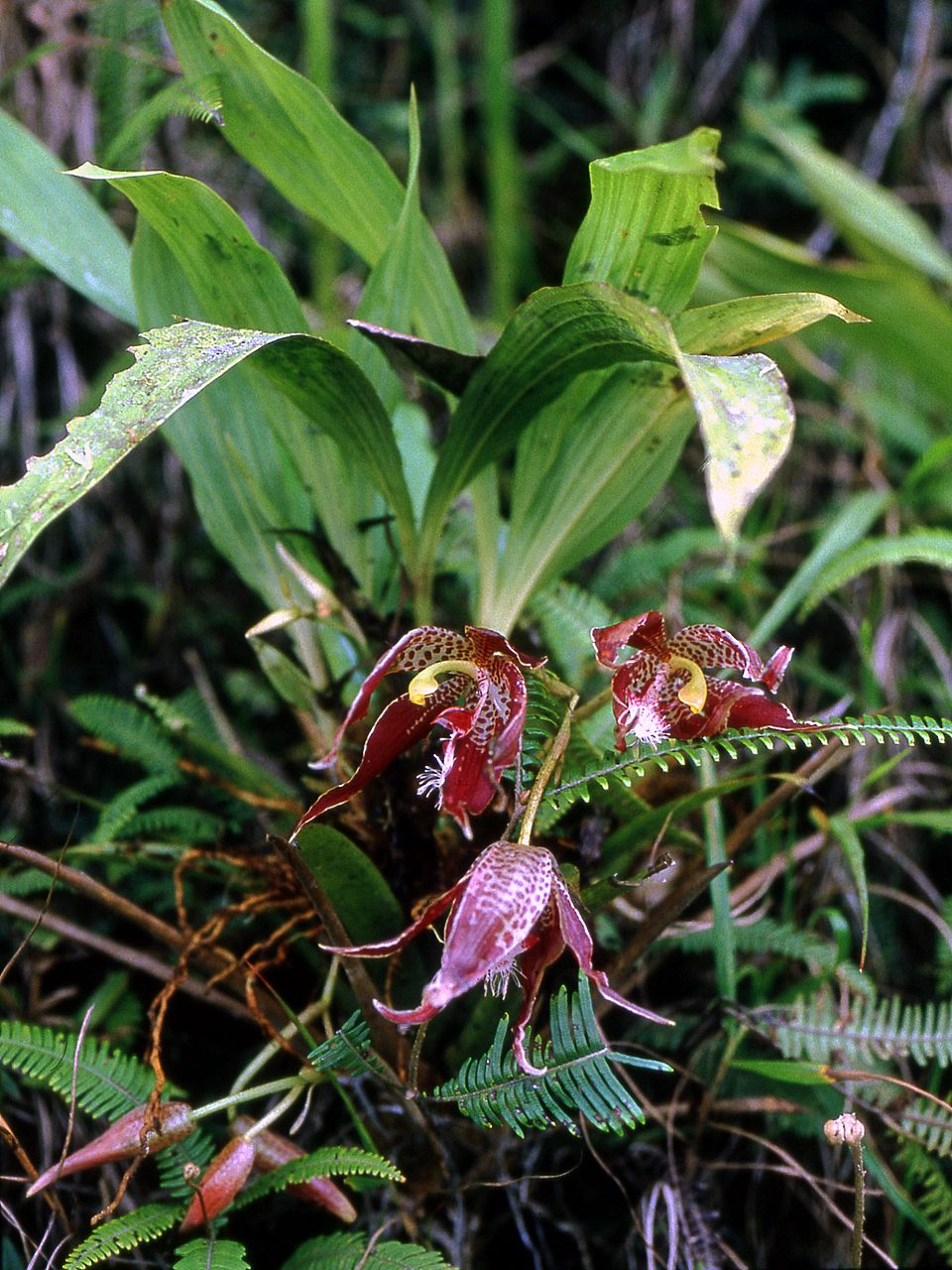
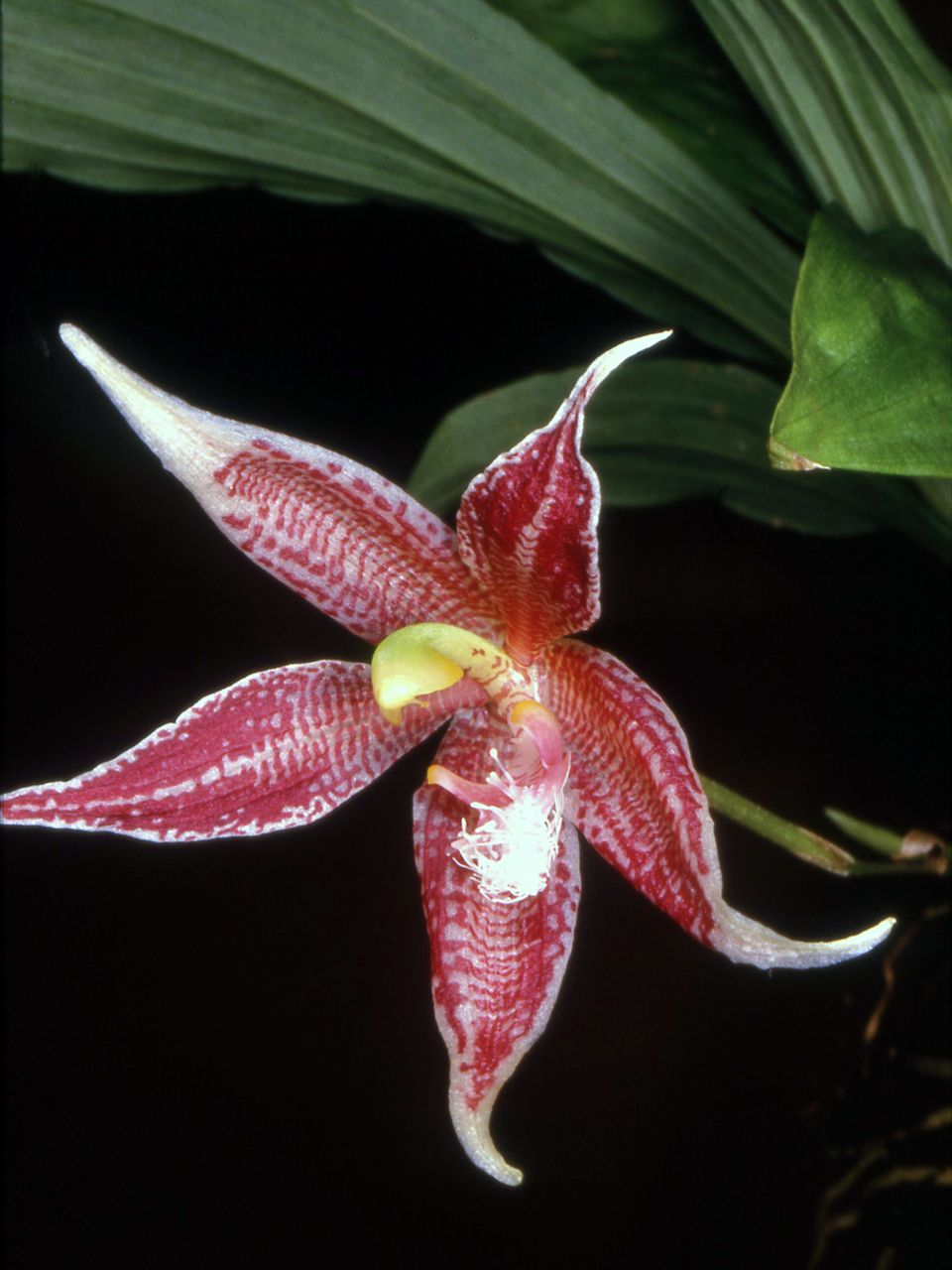
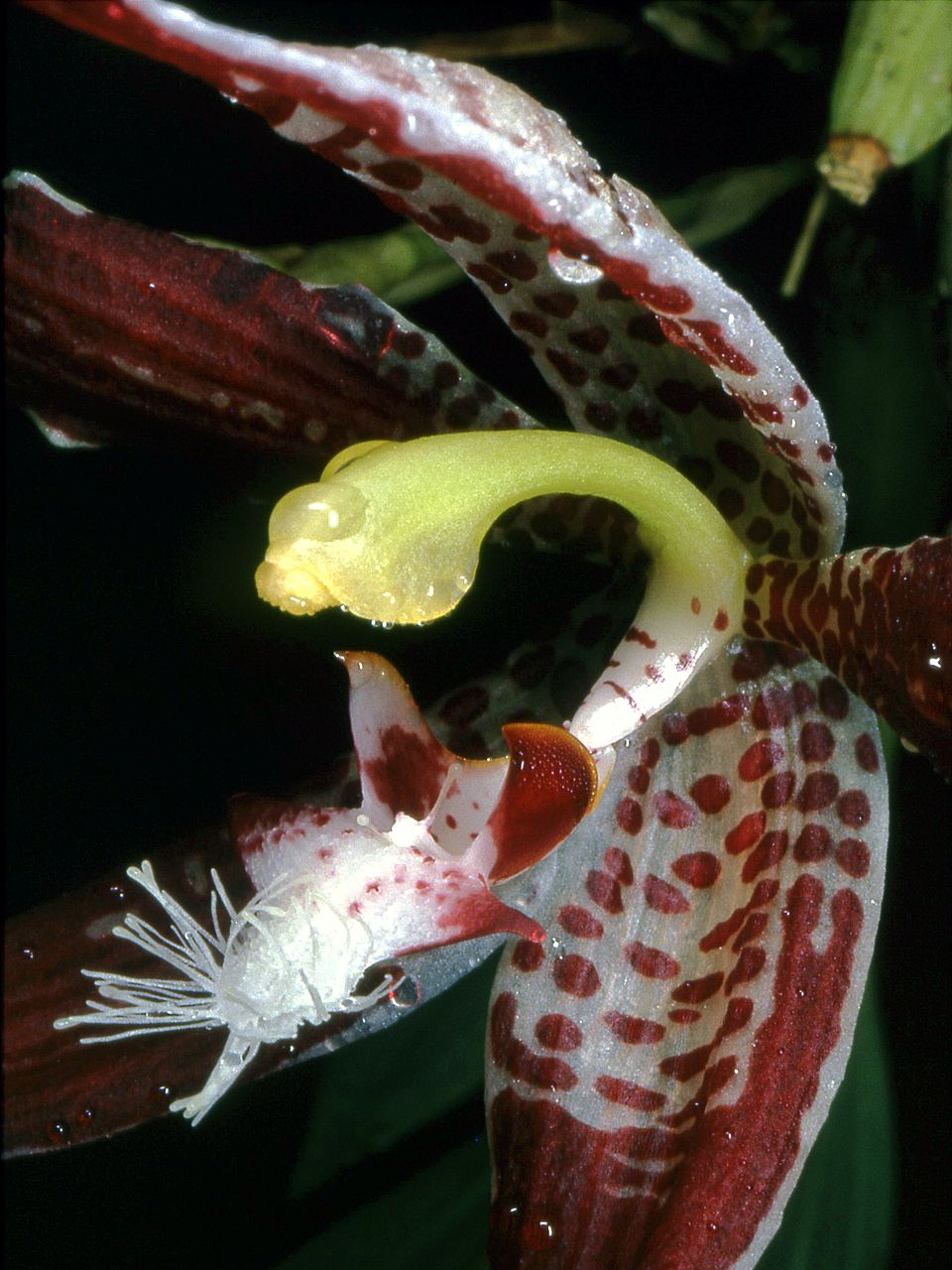